# Mirufens afrangiata
Mirufens afrangiata är en stekelart som beskrevs av Gennaro Viggiani och Hayat 1974. Mirufens afrangiata ingår i släktet Mirufens och familjen hårstrimsteklar. Inga underarter finns listade i Catalogue of Life.